# Jean-Noël Augert
Jean-Noël Augert nació el 17 de agosto de 1949 en Saint-Jean-de-Maurienne (Francia), es un esquiador retirado que ganó 1 Campeonato del Mundo (1 Medalla en total), 3 Copas del Mundo en disciplina de Eslalon y 14 victorias en la Copa del Mundo de Esquí Alpino (con un total de 29 podiums).
Se casó con la también esquiadora francesa Françoise Macchi, que fue Medallista en un Mundial, y que obtuvo grandes resultados en la Copa del Mundo.

## Resultados

### Juegos Olímpicos de Invierno
- 1972 en Sapporo, Japón
  - Eslalon Gigante: 5.º
  - Eslalon: 5.º

### Campeonatos Mundiales
- 1970 en Val Gardena, Italia
  - Eslalon: 1.º

### Copa del Mundo

#### Clasificación general Copa del Mundo
- 1968-1969: 2.º
- 1969-1970: 4.º
- 1970-1971: 4.º
- 1971-1972: 4.º
- 1972-1973: 7.º

#### Clasificación por disciplinas (Top-10)
- 1968-1969:
  - Eslalon: 1.º
  - Eslalon Gigante: 3.º
- 1969-1970:
  - Eslalon: 3.º
  - Eslalon Gigante: 6.º
- 1970-1971:
  - Eslalon: 1.º
  - Eslalon Gigante: 7.º
- 1971-1972:
  - Eslalon: 1.º
- 1972-1973:
  - Eslalon: 3.º

#### Victorias en la Copa del Mundo (14)

##### Eslalon Gigante (2)
| Fecha                | Lugar     |
| -------------------- | --------- |
| 6 de enero de 1969   | Adelboden |
| 8 de febrero de 1969 | Åre       |

##### Eslalon (12)
| Fecha                   | Lugar             |
| ----------------------- | ----------------- |
| 22 de marzo de 1969     | Waterville Valley |
| 21 de diciembre de 1969 | Lienz             |
| 6 de enero de 1971      | Berchtesgaden     |
| 24 de enero de 1971     | Kitzbühel         |
| 30 de enero de 1971     | Megeve            |
| 7 de febrero de 1971    | Muerren           |
| 14 de marzo de 1971     | Åre               |
| 16 de enero de 1972     | Kitzbühel         |
| 23 de enero de 1972     | Wengen            |
| 28 de enero de 1973     | Kitzbühel         |
| 15 de marzo de 1973     | Naeba             |
| 23 de marzo de 1973     | Heavenly Valley   |